# 매그너스 체이스와 아스가르드의 신들
매그너스 체이스와 아스가르드의 신들(Magnus Chase and the Gods of Asgard, 미국에서는 줄여서 매그너스 체이스의 이니셜로 MC라고 부른다.)은 릭 라이어던이 북유럽 신화를 현대에 집어 넣은 현대 신화 판타지 소설이다. 여기서 잠깐. 토르가 예수에게 결투를 신청했다는 언급이 있다. 미국에서 종교에 대해 뭐라고 쓰는 것은 좀 불쾌한 일이지만, 작가가 원하면 기독교 신화를 소재로 한 시리즈가 나올 수도 있다는 것. 하지만 토르가 예수에게 신청한 결투는 예수가 나타나지 않아 시작도 못하고 끝났다고 한다.

## 책 순서와 책을 바치는 사람들
와이즈아이 출판사가 퍼시 잭슨과 올림포스의 신을 반신 파일 빼고 번역하고, 케인 연대기 1권과 2권의 반을 번역하고 올림포스 영웅전 1권을 번역했지만, 출판사 파산으로 이제 원서로만 읽을 수 있게 된 라이어던의 시리즈다. 아폴로의 시련도 같은 사례다. 여담으로, 릭 라이어던이 쓴 다른 유명한 시리즈 39 클루스도 11권엣 10권까지만 출판되었다. 또 릭 라이어던은 모든 책에 책을 바치는 사람이 있다.
- 1권 : 여름의 검(The Sword of Summer) - 섀도우 헌터스 매그너스에서 이름을 따올 수 있게 해준 섀도우 헌터즈 작가 카산드라 클레어에게
- 2권 : 토르의 망치(The Hammer of Thor) - 북유럽 신화를 읽게 만든 J.R.R. 톨킨에게
- 3권 : 죽음의 배(The Ship of the Dead) - 리버월드 시리즈를 쓴 필립 조스 파머에게
- 짧은 이야기 모음집: 9 세계에서 온 아홉 이야기(9 From the Nine Worlds) - 이 책을 쓰게 도와준 스테파니 트루 피터즈에게

## 등장인물
- 매그너스 체이스: 작품의 주인공이다. 금발에 왼손잡이[3]이며 아나베스 체이스의 사촌이다. 매그너스의 엄마 나탈리 체이스는 아나베스의 아빠의 여동생이다. 체이스 가문이 스웨덴 왕조의 후손이라고 하는데, 이게 말이 된다. 왜냐하면 신화에 나온 바로는 프레이와 게르드의 아들이 스웨덴의 첫 왕이 되었기 때문. 작중 서술된 바에 의하면 생일은 1월이며[4] 나이는 16살로, 작품의 시점이 올림포스 영웅전 이후인 것으로 볼 때 퍼시나 아나베스보다는 어리다는 것을 알 수 있다. 제목에서도 눈치챌 수 있듯이 북유럽 신화의 반인반신이다. 아버지는 북유럽 신화의 신 프레이이다. 길 위에서 오랫동안 살아왔기에 제대로 먹지를 못해 전작의 어느 캐릭터처럼 빼빼 말랐으며,[5] 책 초반부에서는 작가의 전작 주인공들에 비해 조금 더 냉소적이고 신랄한 성격으로 묘사된다. 정의관 같은 경우, 퍼시 잭슨이 신뢰를 배반하는 자를 제외하고 대체적으로는 꽤 관대한 편이며, 좀더 정석적인 도덕관념을 따르는 캐릭터인데 비해, 매그너스는 피아 구분이 굉장히 확실한 편이다. 특히 자신과 어느 정도 친하기만 하면 마구 퍼주는 경향이 있다. 신들에 대한 태도를 비교하자면, 경외감 제로라는 면에서는 비슷하지만, 전자가 대놓고 마음에 안드는 신들에게 대드는 쪽이라면, 매그너스는 어이없어 하면서도 신들을 따르는 쪽. 길거리에서 험악한 삶을 살다보니 기존 서열에 무턱대고 반항하면 안좋은 꼴을 보게 된다는 게 체화되어 있는 탓이다. 다만 표면적인 성격이 아닌 본성쪽은, 둘다 아버지들을 닮아 퍼시가 위험한 면이 있는 것에 반해, 매그너스는 온화하고 무른 편. 참고로 말려드는 방식이 꽤나 참신한데, 가족이 죽은 전작들(퍼시:어머니, 케인:아버지)에 비해 이쪽은 수르트와 싸우다 본인이 죽는다. 그리고 발할라로 가서 에인헤랴르가 되는게 이야기의 시작. 2권 초반에는 나중에 여자 친구가 되는 알렉스 피에로에게 머리가 잘린다. 1권의 제목인 여름의 검의 주인. 검을 바다의 여신 란에게서 회수한 후 들고 다니기 힘드니까 뭔가 작은 걸로 변하지 않을까 생각하면서 펜으로 변하면 어떨까 했다가 바보같다고 자조한다.[6] 참고로 매그너스라는 이름은 섀도우 헌터스의 등장인물 매그너스에게서 따왔다고 한다.[7] 전투 훈련 비슷한 것도 받아본적이 없지만, 치유능력과, '에고 소드'의 능력으로 헤쳐나간다. 그리고 1권의 말미에서 프레이의 힘이 어떤 것인지 깨닫는다. 올림푸스 시리즈의 등장인물들과 달리, 무력이 아닌 치유와 화합의 힘을 가진, 상당히 독특한 영웅.
- 사미라 알-아바스: 매그너스를 발할라로 데려간 발키리. 로키의 딸이다. 히잡을 하고다니는 걸 볼때 아랍계 미국인인듯. 갈색머리이다. 애칭은 샘. 일상생활과 발키리 생활을 동시에 수행하고 있지만, 주위에는 비밀로 하고 있다. 아버지 덕에 변신능력을 지니고 있지만, 아버지의 힘이라 별로 안 쓴다. 약혼자인 아미르 파들란이 있으며 2권에서 헤임달과 조우했을 당시 아미르가 아닌 그 누구와도 결혼하지 않겠다고 맹세했다.[8]
- 하스스톤: 알프(엘프).[9] 귀머거리에 벙어리인지라 수화로 대화한다. 블리츤과 함께 보스의 명에 따라 매그너스를 2년간 보호하고 있었다. 현존하는 몇안되는 알프 마법사. 요즘 알프는 마법이 낡았다고 싫어한다고.[10] 애칭은 허스. 가족사가 심히 불우하다. 어릴 때 자기 형제 앤드리온이 우물의 악령에게 공격받을 때 못 듣다가, 앤드리온이 죽고 아버지가 그 악령의 가죽을 혼자 다 벗기고, 용돈을 모아 그 가죽을 전부 덮게 하는 벌을 주었다. 물론 중간에 도망갔다. 2편에서 베인 블리츠를 아버지의 유물로 고치려고 다시 오고, 인드바리의 보물을 훔쳐서 가죽을 다 덮는다.[11]
- 블리츤: 스바르트알프(검은 알프).[12] 난쟁이 빌리[13]와 프레야의 혼혈인 검은 알프라고 한다. 하스스톤과 함께 보스[14]라고한다. 하스스톤과 함께 보스의 명에 따라 매그너스를 2년간 보호하고 있었다. 난쟁이인데 무구제작 등에는 흥미가 없고 패션 디자인에 흥미를 가지고 있다. 자신만의 옷가게를 여는 것이 꿈이다. 약점은 햇빛. 닿으면 서서히 돌이 된다. 애칭은 블리츠. 2편에서 스코프눙 검에 배여서 과다출혈로 죽을 위기에 처한다.[15]이 검에 베이면 절대 낫지 않기 때문. 그러나 단 한가지 치유 방법이 하나 존재하는데, 검과 한 쌍인 스코프눙 돌을 상처에 대면 치유가능하다. 결국 2권에서 매그너스와 하스스톤이 검과 한 쌍인 스코프눙 돌을 하스스톤의 아버지와 거래하여 그 돌로 블리츤을 치유한다. 3권에서 나글파르에서 대활약한다.
- 잭: 1권 제목인 여름의 검, 서마브랜더(Sumarbrander)[16]. 검이긴한데 의사도 있고 말도 하고 다닌다. 원래 프레이의 검이었으나, 그가 게르드의 사랑을 위해 검을 버린 후 매그너스를 주인으로 삼았다. 룬스톤 팬던트로 변할 수 있으며, 스스로 움직여서 적을 물리친다. 주인이 원할 경우 날아다니면서 따라 잡을수도 없는 속도로 베어버릴 수 있으나, 다시 검집으로 거두면 그 모든 행동을 직접 움직이며 한 것과 동등한 반동이 온다.[17] 서마브랜더란 이름이 길다고 매그너스에게 새 이름을 부탁해 받은게 잭이란 이름. 왕들과 날카롭고 깎아내는 도구에 어울리는 고귀한 이름이라고 한다.[18] 사실 잭은 라그나로크때 수르트의 소유가 되어 커다란 늑대인 펜리르의 족쇄를 풀 운명이기 때문에 수르트를 완전히 파괴 할 수는 없다. 그런 정신 때문에 펜리르의 섬 링비(Lyngvi)에서 수르트를 주군으로 모실려고 하기도 했다. 특이점으로 팝송을 매우 좋아한다.[19]
- 알렉스 피에로: 로키의 딸/아들이다. 이유는 젠더플루이드이기 때문. 그리고 또 특이한 게 로키가 여자로 변신해서 낳은 아이라 로키가 어머니다. 2편 초반에 발할라에 들어와 변신 능력으로 난장판을 피운다. 3편에서 매우 갑작스럽게 매그너스와 데이트하기 시작했다. 3권 이후 매그너스와 사귀는 듯 하다. 9 세상에사 온 아홉 이야기에서는 매그너스를 그리워하는 것으로 보이니 사귀고 있는 것으로 보인다. 여담으로, 3권에서 일본 애니송을 좋아한다는 언급이 있다.
- 프레이(프레이르): 여름, 풍요, 수확의 신. 매그너스의 아버지. 마치 마블 영화의 토르처럼 생겼다고 나온다. 원칙적으로 바니르 신들에게 속하고, 그가 전투적인 신이 아닌만큼, 매그너스가 발할라에 갔을 때 왜 그쪽이 아니라 이쪽 사후세계에 왔냐는 반응이 나왔다. 매그너스 본인도 아쉬워했다. 릭 라이어던 문서에 가 보면 알겠지만, 매그너스 체이스 시리즈의 공식 일러스트레이터 요래 나페티가 되게 잘 그렸다고 사람들이 아폴로의 시련 일러스트레이터로 하자고 했지만, 아폴로의 시련에서의 일러스트로 욕을 먹고 있다.
- 수르트: 검은 자. 가장 강력한 화염 거인이자 프레이의 대적. 1권 초반부터 매그너스로부터 검을 빼았으려고 친히 강림하신다. 대우가 심히 안습한데 매그너스에게 코를 베이고 물속으로 뛰어들어 동반자살한다. 후에 9 세계에서 온 아홉 이야기에서 나중에 라그나로크 후에 자기가 같이 신들이 될 불의 거인들을 구하는 모습으로 나온다. 긴눙가가프에서 다시 살아났다고 한다. 결국 9 세계에서 온 아홉 이야기에서 또 다시 알렉스 피에로와 매그너스를 제외한[20] 매그너스 팀과 아미르 파들란[21]에게 다시 퇴치당한다. 토르: 라그나로크 영화에서 수르트가 최고 군주로 나와서 그렇지만 매그너스 체이스 시리즈에서는 수르트의 대접이 상당히 나쁜 편이다.
- 구닐라: 발키리의 리더이자(였자)[22] 토르의 딸. 아버지들의 관계에 의해 로키의 딸인 사미라를 싫어한다. 토르의 딸처럼 망치를 들고 다닌다. 금발에 파란 눈으로 묘사되고, 후에 9 세계에서 온 아홉 이야기에서 발키리들이 구닐라가 죽은 이후로 새 리더를 그들 스스로 정하지 않았다고 하는데, 오딘이 구닐라가 현재까지 최고의 발키리라고 할 만큼 강한 것으로 보인다.

## 책 내용

### 여름의 검
거지인 매그너스 체이스는 2년 전 엄마 나탈리 체이스가 늑대에게 잡아먹히고 도망치라는 말을 듣고 허스스톤, 줄여서 허스와 블리츤, 줄여서 블릿즈와 다리 밑에서 살고 있는데, 우연히 삼촌 란돌프 체이스가 자신을 찾고 있고 꿈에서 아나베스 체이스와 그녀의 아빠 프레드릭 체이스도 란돌프에게 같은 연락을 받는다. 그래서 가족 맨션에 사는 란돌프에게 가보기로 하는데, 란돌프는 세계들에 대한 말들을 늘어놓은다. 그리고 보스톤 하버 다리에서 사람들을 공격하는 수르트는 매그너스에게 검을 달라고 하고 강에서 오랫동안 잠겨 있던 검이 나타나는데 결국 수르트도 퇴치되지만 검은 다시 사라지고 매그너스는 사미라 알 아바스에게 구출되어 에인헤랴르로 호텔 발할라로 나타난다.